# ルイ・フランソワ2世 (コンティ公)

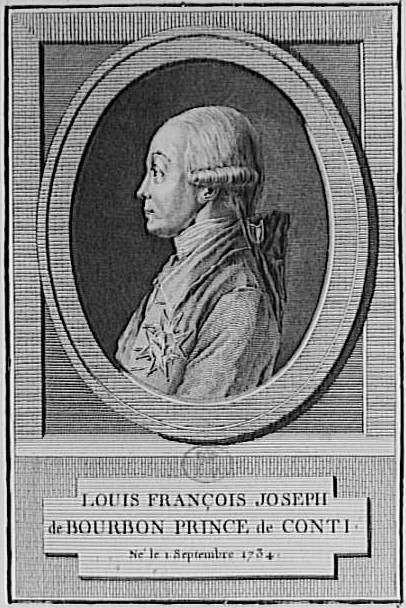
コンティ公ルイ・フランソワ2世

ルイ・フランソワ2世・ド・ブルボン＝コンティ（フランス語: Louis François II de Bourbon-Conti, 1734年9月1日 - 1814年3月13日）は、フランスの貴族。ルイ・フランソワ・ジョゼフ・ド・ブルボン＝コンティ（フランス語: Louis François Joseph de Bourbon-Conti）とも。

## 生涯
コンティ公ルイ・フランソワ1世とルイーズ・ディアーヌ・ドルレアンの第1子として生まれる。
1759年、モデナ公フランチェスコ3世の娘で母方の従姉であるマリー・フォルテュネ・デスト＝モデーヌと、ヴェルサイユ宮殿の王室礼拝堂で結婚式を挙げる。しかしルイ・フランソワ2世はすでに女優のマリー・アンヌ・ヴェロネーゼを愛人としており、夫婦仲は当初から悪く1775年に別居、父の死去により正式にコンティ公となった1777年6月に離婚した。
軍人ながら財政問題に精通しており、その能力を買われて1787年の名士会議員になった。1789年にフランス革命が起こると、コンデ公ルイ5世ジョゼフ・ブルボン公ルイ・アンリ父子らと共にドイツのコブレンツに亡命し、亡命貴族のグループに加わる。しかし彼ら王党派の権力奪還計画については、オーストリアやプロイセンなど外国の君主国の軍事力を借りるものだとして反発、1790年にフランスに帰国する。再び祖国に腰を落ち着けたかに見えた1793年に国民公会の命令により逮捕され、マルセイユの監獄にオルレアン公ルイ・フィリップ2世らと共に投獄される。オルレアン公は処刑されるが、彼は間もなく釈放されその後スペインに出国し、バルセロナで死去した。
先祖伝来の財産は革命政府に没収され、一方で王党派との連携は最後まで拒み続けたため、貧困と孤独の中生涯を終えることとなった。マリー・アンヌ・ヴェロネーゼとの間に2人の私生児を儲けていたが、正妻であったマリー・フォルテュネ・デスト＝モデーヌとの間には子が生まれず、再婚することもなかったためコンティ公家は断絶した。